# Komitat Lika-Krbava
Komitat Lika-Krbava (węg. Lika-Krbava vármegye, chorw. Ličko-krbavska županija) – komitat Królestwa Węgier i Trójjedynego Królestwa Chorwacji, Slawonii i Dalmacji. W 1910 roku liczył 204 710 mieszkańców, a jego powierzchnia wynosiła 6211 km². Jego stolicą był Gospić.
Był najbardziej na południe wysuniętym komitatem królestwa. Graniczył z komitatem Modrus-Fiume  
oraz Królestwem Dalmacji i Kondominium Bośni i Hercegowiny.
Na mocy traktatu w Trianon (1920) terytorium komitatu weszło w skład Królestwa Serbów, Chorwatów i Słoweńców.